# Simon Curtis (filmrendező)
Simon Curtis (London, 1960. március 11. –) angol filmrendező és producer.
Televíziós rendezései közé tartozik a Copperfield Dávid (1999) című BBC-tévéfilm, valamint a Cranford (2007–2009) televíziós sorozat epizódjai.
A mozivásznon olyan életrajzi drámákkal képviselte magát, mint az Egy hét Marilynnel (2011), a Hölgy aranyban (2015) és a Downton Abbey: Egy új korszak (2022). Több filmjében is feltűnik Elizabeth McGovern színésznő, akivel 1992 óta házasok.

## Filmográfia

### Film
| Év   | Magyar cím                    | Eredeti cím                        | Feladatkör | Feladatkör |
| Év   | Magyar cím                    | Eredeti cím                        | Rendező    | Producer   |
| ---- | ----------------------------- | ---------------------------------- | ---------- | ---------- |
| 1991 | II. Edward                    | Edward II                          | Nem        | Vezető     |
| 2011 | Egy hét Marilynnel            | My Week with Marilyn               | Igen       | Vezető     |
| 2012 |                               | Friend Request Pending (rövidfilm) | Nem        | Vezető     |
| 2015 | Hölgy aranyban                | Woman in Gold                      | Igen       | Vezető     |
| 2017 | Viszlát, Christopher Robin    | Goodbye Christopher Robin          | Igen       | Nem        |
| 2018 |                               | The Chaperone                      | Nem        | Vezető     |
| 2019 | Ebgondolat                    | The Art of Racing in the Rain      | Igen       | Nem        |
| 2022 | Downton Abbey: Egy új korszak | Downton Abbey: A New Era           | Igen       | Nem        |

### Televízió
| Év        | Magyar cím                  | Eredeti cím                           | Feladatkör | Feladatkör         | Megjegyzések |
| Év        | Magyar cím                  | Eredeti cím                           | Rendező    | Producer           | Megjegyzések |
| --------- | --------------------------- | ------------------------------------- | ---------- | ------------------ | ------------ |
| 1991–1998 |                             | Performance                           | 5 epizód   | 28 epizód          | sorozat      |
| 1992      |                             | Screenplay                            | 1 epizód   | Nem                | sorozat      |
| 1995      |                             | Killing Me Softly                     | Nem        | Vezető             | tévéfilm     |
| 1996      |                             | Tracey Takes On...                    | 4 epizód   | Nem                | sorozat      |
| 1997      |                             | The Student Prince                    | Igen       | Nem                | tévéfilm     |
| 1998      |                             | My Summer with Des                    | Igen       | Nem                | tévéfilm     |
| 1999      | Copperfield Dávid           | David Copperfield                     | 2 epizód   | Nem                | minisorozat  |
| 1999      |                             | Shooting the Past                     | Nem        | Vezető (3 epizód)  | minisorozat  |
| 2000      | A hét legfőbb bűn           | The Sins                              | 1 epizód   | Nem                | minisorozat  |
| 2002      | Apa és fia                  | Man and Boy                           | Igen       | Nem                | tévéfilm     |
| 2002      | Koppenhága                  | Copenhagen                            | Nem        | Vezető             | tévéfilm     |
| 2003      | Ügyvédek                    | The Practice                          | 1 epizód   | Nem                | sorozat      |
| 2004      | Carrie titka                | Carrie's war                          | Nem        | Vezető             | tévéfilm     |
| 2004      | Oroszlánbecsület            | Pride                                 | Nem        | Vezető             | tévéfilm     |
| 2005      |                             | Twenty Thousand Streets Under the Sky | 3 epizód   | Nem                | minisorozat  |
| 2005–2006 | A szűz királynő             | The Virgin Queen                      | Nem        | Vezető (4 epizód)  | minisorozat  |
| 2006      | A csodálatos Mrs. Pritchard | The Amazing Mrs Pritchard             | 2 epizód   | Nem                | sorozat      |
| 2007      | Karácsony a Riviérán        | Christmas at the Riviera              | Nem        | Vezető             | tévéfilm     |
| 2007–2009 | Cranford                    | Cranford                              | 7 epizód   | Nem                | sorozat      |
| 2008–2009 | Fagypont                    | Freezing                              | 3 epizód   | 3 epizód           | sorozat      |
| 2009      |                             | A Short Stay in Switzerland           | Igen       | Nem                | tévéfilm     |
| 2011–2012 | Édeshármas                  | Threesome                             | Nem        | Vezető (14 epizód) | sorozat      |
| 2014      |                             | Black Box                             | 2 epizód   | Nem                | sorozat      |
| 2015–2016 |                             | Indian Summers                        | Nem        | Vezető (20 epizód) | sorozat      |
| 2017      | Diana és én                 | Diana and I                           | Nem        | Vezető             | tévéfilm     |